# Kum nye
Ten artykuł opisuje teorie, metody lub czynności niezgodne ze współczesną wiedzą medyczną.
Kum nye – tybetański system relaksacyjno-leczniczy, bazujący na harmonizacji subtelnych energii w ciele.